# The Detour

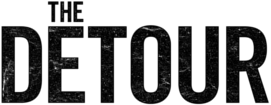
Presentación de la serie The Detour.

The Detour (en español Desviados) es una serie de televisión de comedia creada por Jason Jones y Samantha Bee basadas en sus propias experiencias en vacaciones familiares. La serie se estrenó en TBS el 11 de abril de 2016.
La serie fue renovada para una segunda temporada 6 de abril de 2016 antes de su estreno, que se estrenó el 21 de febrero de 2017. El 25 de abril de 2017, TBS renovó la serie para una tercera temporada.
En mayo de 2018 la serie fue renovada para una cuarta temporada que se estrenó en junio de 2019. En septiembre de 2019 la serie fue cancelada.

## Sinopsis
La serie narra el viaje, en unas vacaciones familiares, de una pareja con sus dos hijos desde su casa en Siracusa, Nueva York, hasta Florida. En el viaje se suceden toda clase de percances y los personajes se van revelando poco a poco.

## Elenco
- Jason Jones como Nate Parker Jr.[1]
- Natalie Zea como Robin Randall.[7] and Bluejay "B.J." Randall
- Ashley Gerasimovich como Delilah Parker.[8]
- Liam Carroll como Jared (Jareb) Parker.[8]
- Daniella Pineda como Vanessa Randall.[9] (temp. 1-3; solo voz en temporada 4)
- Mary Grill como la Agente Federal Mary.[10] (temp. 1-2)
- Laura Benanti como Agente de la USPIS Edie Randall.[11] (temp. 3; recurrente, temp. 2; solo voz en temp. 4)

## Episodios
| Temporada | Temporada | Episodios | Emisión original      | Emisión original     |
| Temporada | Temporada | Episodios | Primera emisión       | Última emisión       |
| --------- | --------- | --------- | --------------------- | -------------------- |
|           | 1         | 10        | 11 de abril de 2016   | 30 de mayo de 2016   |
|           | 2         | 12        | 21 de febrero de 2017 | 25 de abril de 2017  |
|           | 3         | 10        | 23 de enero de 2018   | 27 de marzo de 2018  |
|           | 4         | 10        | 18 de junio de 2019   | 20 de agosto de 2019 |

## Creación
TBS ordenó el piloto, escrito por Jason Jones y Samantha Bee en octubre de 2014. El show está basado en sus experiencias familiares en las vacaciones

## Transmisión
En Canadá se estrenó el 21 de abril del mismo año, en The Comedy Network.
En Latinoamérica, el 9 de junio en TBS. El show se estrenó en Comedy Central India el 5 de octubre de 2016.